# Christian Egenolff
Christian Egenolff ou Egenolph, né à Hadamar le 26 juillet 1502 et mort le 9 février 1555 à Francfort-sur-le-Main, également connu comme Christian Egenolff le Vieux, était le premier imprimeur et éditeur important établi à Francfort-sur-le-Main.  Parmi les ouvrages les plus connus qu'il a imprimés figurent un herbier et la réédition de livres d'Adam Ries, d'Érasme et d'Ulrich von Hutten.  C'était un homme intellectuellement doué et il fréquentait des savants avec lesquels il entretenait une correspondance, comme le réformateur Melanchthon, le célèbre médecin et poète Lonitzer et d'autres, qui l'estimaient beaucoup.

## Biographie

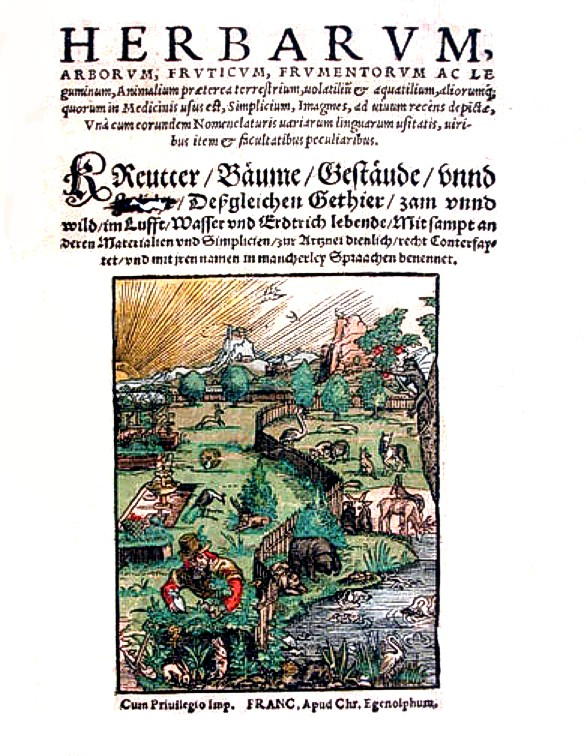
Page de titre du Herbarum, arborum, fruticum, frumentorum ac leguminem (1546). Le frontispice de cet exemplaire d'une édition de l'herbier imprimé par Egenolff est colorié à la main.

Après avoir étudié les sciences humaines à l'université de Mayence à partir de 1516 et, sans doute, jusqu'en 1519, il bénéficia sans doute d'une formation de fondeur de caractères et d'imprimeur.  Plus tard, à partir de 1524, il aurait travaillé comme fondeur de caractères pour Wolfgang Köpfel après s'être installé à Strasbourg, où il fonda, en 1528, sa propre imprimerie et où il se maria avec Margarethe Karpf.  Il quitta Strasbourg en 1530 et ouvrit une imprimerie et une maison d'édition à Francfort-sur-le-Main, où il fit le serment de citoyenneté le 9 avril 1532.  Peut-être, la vive concurrence entre imprimeurs à Strasbourg fut-elle à l'origine du départ d'Egenolff ?  Le gouvernement de la ville de Francfort lui accorda un prêt grâce auquel il put acheter un lopin de terre.

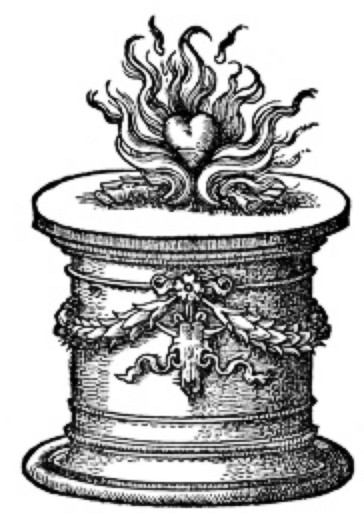
La marque de Christian Egenolff, qui représente un autel sur lequel se trouve un cœur brûlant. C'est une des nombreuses marques qu'Egenolff utilisa au cours des 27 années qu'il était imprimeur.

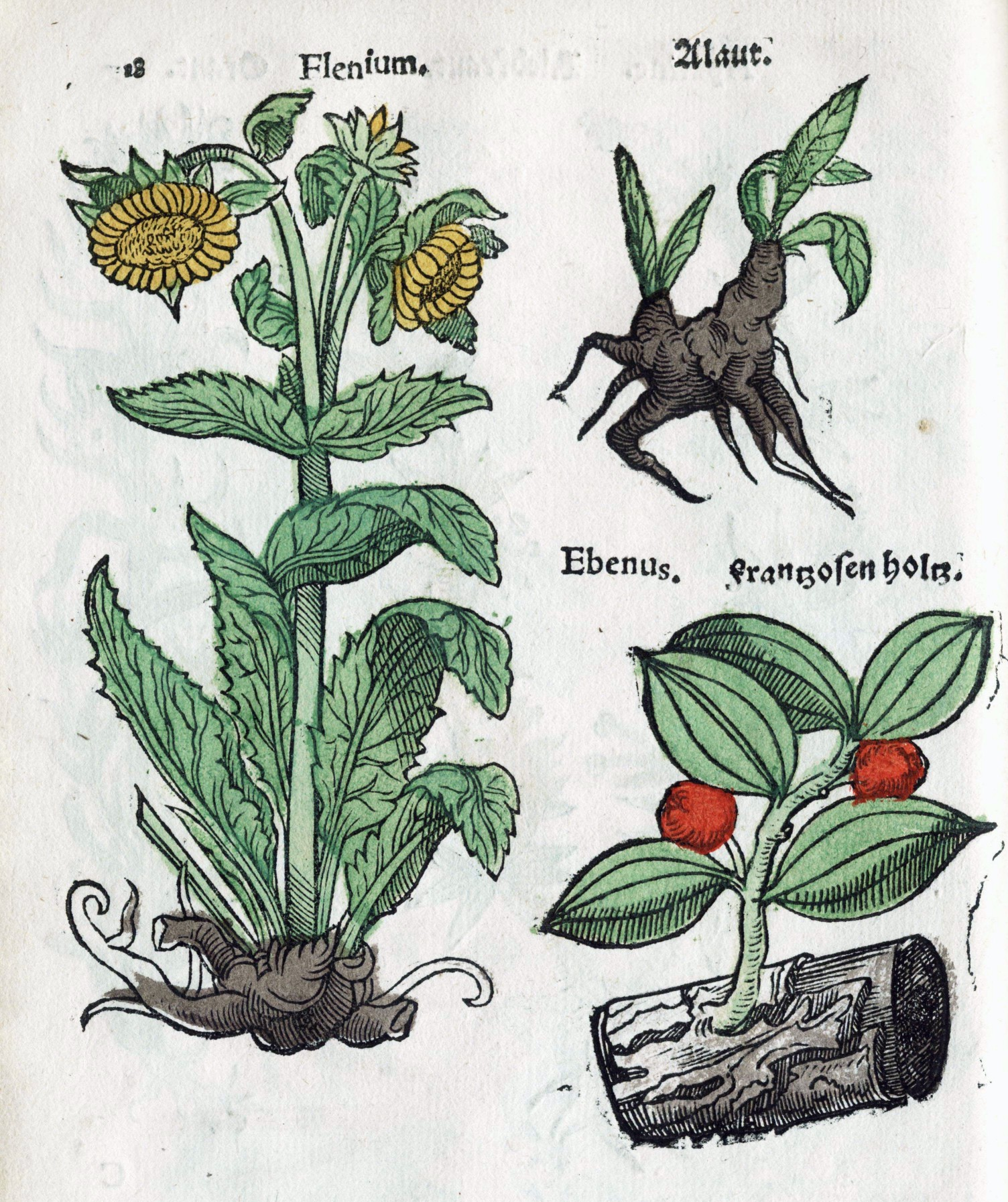
Image du Herbarum, arborum, fruticum, frumentorum ac leguminem (1546).

Le Kreutterbuch (ou Herbier), imprimé par Egenolff en 1533, est une réactualisation de l'ancien Gart der Gesundheit de Johannes de Cuba, imprimé pour la première fois en 1485 ; Eucharius Rösslin le Jeune, médecin de la ville de Francfort et fils de l'auteur du célèbre Rosegarten, s'était chargé de la mise à jour du texte.  Pour illustrer le livre, Egenolff avait plagié les images de plantes de l’Herbarum vivae eicones, illustré par Hans Weiditz (en) et compilé et annoté par Otto Brunfels.  C'est la raison pour laquelle il fut cité, le 17 octobre 1533, devant la Chambre impériale de justice (Reichskammergericht) à Spire par Johann Schott, l'éditeur strasbourgeois renommé de l'ouvrage de Brunfels, pour violation du droit d'auteur.  Dans sa défense, Egenolff fit valoir, entre autres arguments, que la nature ne peut être protégée par le droit d'auteur et que les plantes étaient des modèles communs pour quelque artiste que ce soit.
En 1534, Egenolff imprima la Bible en allemand et sa propre compilation des Chronica.
Dans les années suivantes, Egenolff publia des ouvrages d'auteurs éminents comme Hans Sachs, Johann Eichmann (aussi connu comme Johann Dryander (de)), Sebastian Münster, Philipp Melanchthon et Sébastien Franck.  Ses ouvrages étaient illustrés, entre autres, par Conrad Faber (en) et par Hans Sebald Beham et Virgil Solis, des artistes de Nuremberg.  En reprenant une partie de la collection de gravures sur bois de l'imprimerie de Heinrich Steiner d'Augsbourg, Egenolff acquit, en outre, de nombreuses gravures remarquables du Maître (en) de Pétrarque, de Hans Leonhard Schäuffelin et de Hans Burgkmair.  Le nombre de ses éditions de toutes sortes est très élevé : jusqu'à présent, on en a retrouvé 45  publiés à Strasbourg, 90 publiés à Marbourg et environ 430 publiés à Francfort, et il ne s'agit pas là des chiffres définitifs.  Ses ouvrages appartiennent à presque tous les domaines de la connaissance de l'époque.
Pour la douzaine d'ouvrages musicaux (dont Gassenhawerlin und Reutterliedlin, 1535), Egenolff introduisit, comme premier imprimeur en Allemagne, une nouvelle méthode, originaire de France, par laquelle chaque caractère comprenait la note de musique et sa partie de la portée.  Trois volumes, publiés en 1535,  de compositions vocales dont les paroles sont omises, sont consacrés au répertoire franco-flamand : le premier volume contient des chansons françaises et néerlandaises, le deuxième (réédité vers 1540 par Jan Peterszoon à Kampen) uniquement des chansons néerlandaises et le troisième du répertoire français, latin, allemand, italien et néerlandais, ainsi que quelques œuvres sans incipit.  Egenolff travailla avec Jacques Sabon pour élaborer de nouvelles polices de caractères.
Dans la période 1538-1544, il avait une succursale à Marbourg, où il devint imprimeur de l'université.  Andreas Kolbe (en) dirigeait pour lui l'imprimerie ; conjointement, ils publièrent encore des ouvrages jusqu'en 1552.  En plus de ses investissements à Francfort, il possédait, dès 1546, une usine à papier à Gengenbach en Forêt-Noire.
Il mourut à Francfort-sur-le-Main et fut enterré au Peterskirchhof (de), le cimetière de l'église Saint-Pierre.  À sa mort soudaine, Egenolff avait laissé une belle fortune à sa veuve : quatre maisons avec des champs et des vignobles, et une entreprise florissante dans sa grande maison, que sa veuve, Margarethe, continua probablement à gérer, conjointement avec son beau-frère Lorenz Egenolff, jusqu'en 1572.  À partir de cette date, ses enfants reprirent les activités de l'entreprise jusqu'en 1602.  Le fils de Christian Egenolff le Vieux, Christian Egenolff le Jeune (1528-1566), fut ministre de l'église Saint-Pierre à Francfort (de) de 1553 jusqu'à sa mort en 1566 mais gérait, cependant, en même temps l'imprimerie et les autres entreprises de son père, y compris la librairie, alors que sa fille Magdalena (Madeleine) épousa, en 1554,  un de ses employés : le naturaliste, médecin et botaniste Adam Lonitzer, qui devint directeur de la firme après la mort de Christian Egenolff le Vieux et qui publia non moins de quatre éditions de l'herbier entre 1557 et 1577.  La fonderie typographique revint à sa petite-fille et à l'époux en premières noces de celle-ci, Jacques Sabon, et continua à exister en tant que société indépendante, mais sous un autre nom, jusqu'au XVIIIe siècle.  L'existence de l'imprimerie des héritiers d'Egenolff, qui ne le cédait presque en rien en qualité et en quantité à la production du fondateur de l'entreprise, est encore attestée en 1605.

## Sources
- (de) Cet article est partiellement ou en totalité issu de l’article de Wikipédia en allemand intitulé « Christian Egenolff » (voir la liste des auteurs).

- (en) Cet article est partiellement ou en totalité issu de l’article de Wikipédia en anglais intitulé « Christian Egenolff » (voir la liste des auteurs).
- (de) BENZING, Josef.  « Egenolff, Christian », Neue Deutsche Biographie 4, 1959, p. 325-326 (version en ligne, consulté le 10 juillet 2013, [www.deutsche-biographie.de]).
- (nl) BONDA, Jan Willem.  De meerstemmige Nederlandse liederen van de vijftiende en zestiende eeuw. Hilversum, Verloren, 1996, p. 77-78 (ISBN 90-6550-545-8).
- (de) Christian Egenolff : 1502 - 1555 ; ein Frankfurter Meister des frühen Buchdrucks aus Hadamar (Éd. Kulturvereinigung Hadamar), Limburg, Glaukos, 2002 (ISBN 3-930428-15-6).
- (de) Ernst Kelchner (de), « Egenolff, Christian », dans Allgemeine Deutsche Biographie (ADB), vol. 6, Leipzig, Duncker & Humblot, 1877, p. 467-468
- (en) KOERNER, Joseph Leo.  The Moment of Self-Portraiture in German Renaissance Art, 2e éd., Chicago, University of Chicago Press, 1993 (ISBN 02-264-4999-8) (ISBN 978-02-264-4999-9).
- (fr) PINON, Laurent.  « La Naturalis Historia d'Adam Lonitzer », Esculape et Dionysos : mélanges en l'honneur de Jean Céard, (réd. Jean Dupèbe), Genève, Librairie Droz, 2008, p. 446-447 (ISBN 26-000-1181-1) (ISBN 978-26-000-1181-5) (Travaux d'Humanisme et Renaissance ; no  439).
- (de) RICHTER, Günther.  « Christian Egenolffs Erben », Archiv für Geschichte des Buchwesens VII, 1967, p. 460.
- (de) WEIß, Karl Theodor.  « Das Papierwerk zu Gengenbach: Seine Geschichte und seine Wasserzeichen », Die Ortenau: Zeitschrift des Historischen Vereins für Mittelbaden, no  31, Offenbourg/Bade, Verlag des historischen Vereins für Mittelbaden (de), 1951, p. 50.